# Novocalmonia fici
Novocalmonia fici är en tvåvingeart som först beskrevs av Gagne 1994.  Novocalmonia fici ingår i släktet Novocalmonia och familjen gallmyggor. Inga underarter finns listade i Catalogue of Life.